# Yamunanagar
Yamunanagar (auch Yamuna Nagar) ist eine Stadt im indischen Bundesstaat Haryana. Die Stadt hieß früher Abdullapur. Zusammen mit dem nördlich angrenzenden Jagadhri bildet sie seit dem 17. März 2010 eine Municipal Corporation.

## Lage
Yamunanagar liegt 170 km nördlich der Bundeshauptstadt Neu-Delhi auf einer Höhe von 279 m. Sie bildet den Verwaltungssitz des 1989 gegründeten gleichnamigen Distrikts.
Der Fluss Yamuna strömt 10 km östlich der Stadt in südlicher Richtung. Die Siwaliks liegen 35 km nördlich von Yamunanagar.

## Bevölkerung
Die ursprüngliche Stadt Yamunanagar hatte beim Zensus 2011 216.677 Einwohner. Im Ballungsraum Municipal Corporation Yamunanagar-Jagadhri lebten 479.021 Menschen.

## Verkehr
Die nationale Fernstraße NH 73 führt vom westlich gelegenen Ambala zur östlich gelegenen Stadt Saharanpur. Die NH 73A führt von Yamunanagar nach Norden nach Paonta Sahib.

## Klima
Das Klima in Yamunanagar ist warm-gemäßigt. In den Monsunmonaten Juli und August fallen die meisten Niederschläge. Der durchschnittliche Jahresniederschlag beträgt 1049 mm. Die Jahresmitteltemperatur liegt bei 24,1 °C.
|                       | Jan  | Feb  | Mär  | Apr  | Mai  | Jun  | Jul  | Aug  | Sep  | Okt  | Nov  | Dez  |   |      |
| Mittl. Tagesmax. (°C) | 20,4 | 23,5 | 29,0 | 35,4 | 39,7 | 39,3 | 34,2 | 32,8 | 33,4 | 31,6 | 27,3 | 22,7 | ⌀ | 30,8 |
| Mittl. Tagesmin. (°C) | 7,0  | 9,0  | 13,9 | 19,1 | 24,2 | 26,5 | 25,6 | 25,0 | 23,6 | 17,1 | 11,0 | 7,7  | ⌀ | 17,5 |
|                       |      |      |      |      |      |      |      |      |      |      |      |      |   |      |
| Niederschlag (mm)     | 57   | 30   | 31   | 6    | 16   | 70   | 278  | 313  | 164  | 60   | 9    | 15   | Σ | 1049 |

| 7,0 |

| 9,0 |

| 13,9 |

| 19,1 |

| 24,2 |

| 26,5 |

| 25,6 |

| 25,0 |

| 23,6 |

| 17,1 |

| 11,0 |

| 7,7 |

| 7,0 |

| 9,0 |

| 13,9 |

| 19,1 |

| 24,2 |

| 26,5 |

| 25,6 |

| 25,0 |

| 23,6 |

| 17,1 |

| 11,0 |

| 7,7 |

Die Klimakrise hat in weiten Teilen Indiens zu einer drastischen Verknappung des Trinkwassers geführt. Die ist in besonderem Maße in Yamuna Nagar spürbar. So gehört die Stadt zu jenen 21 bedeutenden indischen Städten, deren Grundwasserreserven nach Berechnungen der Regierungsagentur NITI Aayog im Jahr 2020 vollständig aufgezehrt sein werden.